# 陶智子
陶 智子（すえ ともこ、1960年7月 - 2012年）は、日本の歴史家、風俗研究者。
東京都出身（北海道生まれ）。1983年日本女子大学家政学部被服学科卒、同年富山女子短期大学助手、86年同専任講師、2001年助教授、2008年金沢学院大学教授。この間図書館情報大学大学院博士課程に在籍し、2003年「近世小笠原流礼法書の研究」で図書館情報大学より情報学博士の学位を取得。
富山県文化財保護審議会委員。富山県中世城館遺跡総合調査等検討委員会委員。専門は近世女性礼法、化粧文化史。一般向けの著書多数。

## 著書
- 『前田家の化粧書』（編）桂書房 1992
- 『前田家の祝言』（編）桂書房 1993
- 『前田家の装束』桂書房 1993
- 『江戸の気分』桂書房 1996
- 『江戸のいにしえぃしょん 江戸の気分其3』桂書房 1996
- 『団十郎と死絵 江戸の気分其2』桂書房 1996
- 『江戸の女性 躾・結婚・食事・占い』新典社 1998
- 『女礼十冊書弁解』全注』和泉書院 1998
- 『小説に見る化粧』新典社 1999
- 『江戸の化粧』新典社 1999
- 『日本名女ばなし』新典社 1999
- 『不美人論』平凡社新書　2002
- 『加賀百万石の味文化』集英社新書　2002
- 『近世小笠原流礼法家の研究』新典社 2003
- 『江戸美人の化粧術』講談社選書メチエ　2005
- 『日本人の作法』平凡社新書、2010

## 共編著
- 豊谷美保、陶智子、綿抜豊昭 編『近代礼法書目録稿』故実礼法学会、2003年。
- 『近代日本礼儀作法書誌事典』綿抜豊昭共編 柏書房 2006
- 『絵で見る明治・大正礼儀作法事典』綿抜豊昭共編著 柏書房 2007
- 『〈加賀料理〉考』笠原好美、綿抜豊昭共編 桂書房 2009
- 『包丁侍　舟木伝内　加賀百万石のお抱え料理人』綿抜豊昭共著　平凡社、2013